# Burnet O'Connor (provins)

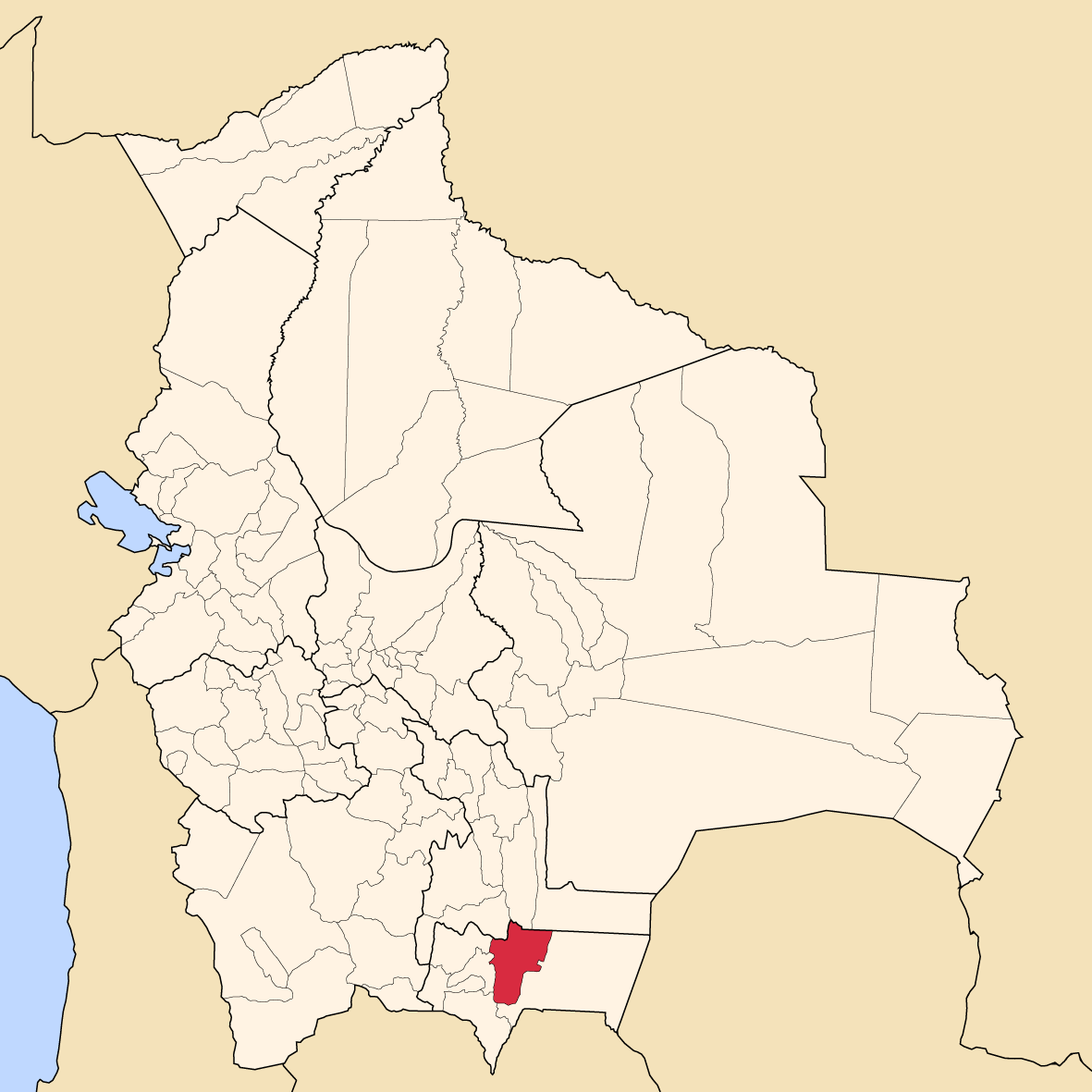
Provinsens läge i Bolivia

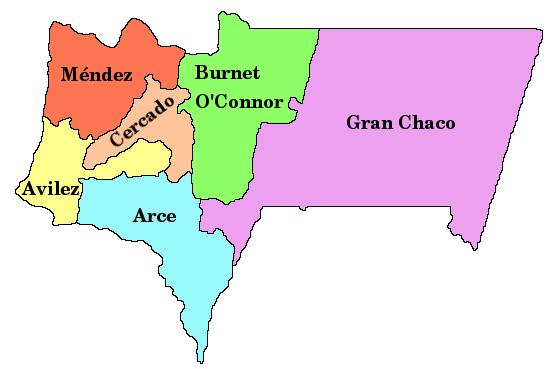
Provinser i Tarija

Burnet O'Connor är en provins i departementet Tarija i Bolivia. Den administrativa huvudorten är Entre Ríos.